# 李璵 (南漢)
李璵，五代十国南汉官员。
在南汉中宗劉晟在位时担任給事中。交王刘弘操败死后，交州吳權、吳昌岌父子都没有与南汉交往。乾和年间，吴昌岌的弟弟吳昌文來稱臣，中宗以他担任静海節鎮、兼安南都護，令李璵持旌節招他入朝。吴昌文变卦，李璵刚到白州，吴昌文派人制止他说：“海寇竊發，道途阻塞。”李璵于是回去。後數年去世。